# Ittireddu
Ittireddu (en sard, Ittireddu) és un municipi italià, dins de la província de Sàsser. L'any 2007 tenia 586 habitants. Es troba a la regió de Meilogu. Limita amb els municipis de Bonorva, Mores, Nughedu San Nicolò i Ozieri.

## Administració
| Període | Identitat              | Partit        |
| ------- | ---------------------- | ------------- |
| 2006-   | Gavino Mariano Appeddu | Llista cívica |